# Poolbar Festival
Il Poolbar Festival è un evento musicale e culturale che si tiene annualmente nella città austriaca di Feldkirch. L'evento attira ogni anno da 20.000 a 25.000 visitatori nella città del Vorarlberg.

## Storia
Dal 1994, il festival offre sei settimane di concerti, cinema, cortometraggi, cabaret, poetry slam, quiz, pop, performance di moda, discussioni, ecc. ogni estate in luglio e agosto. Si svolge nella piscina coperta dell'ex Collegio dei Gesuiti Stella Matutina. Il parco adiacente, Reichenfeldpark, funge da area open-air del festival con palchi, diversi posti a sedere, aree lounch e stand enogastronomici. Il design del Poolbar Festival si rinnova ogni anni. Nel cosiddetto Poolbar Generator, un laboratorio temporaneo per la progettazione del festival, studenti e docenti si candidano ogni anno per trascorrere 10 giorni ad aprile, sviluppando concetti nei campi dell'architettura, del product design, dell'interior design, della grafica, dell'arte pubblica, dell'arte di strada, della letteratura e dei progetti digitali. In un laboratorio di post-elaborazione di tre giorni, nel MuseumsQuartier di Vienna, i risultati intermedi vengono affinati e compressi nel concetto generale.

## Premi
- 2013: Kulturpreis der Stadt Feldkirch[9] (in italiano: premio cultura della città di Feldkirch)
- 2014: Österreichischer Kunstpreis für Kulturinitiativen[10] (in italiano: premio artistico austriaco per iniziative culturali)

## Partecipanti
| anno | artisti |
| ---- | --- |
| 2023 | Xavier Rudd, Danger Dan, Symba, Gentleman, Helge Schneider, Heaven Shall Burn, Kruder & Dorfmeister, The Black Angels, The Gardener & The Tree, Sudan Archives, Anger, Bilal, 1000Mods, Oddisee & Good Company Band, Lalalala, Frittenbude, Sharktank, Digitalism, Ernst Molden & Der Nino aus Wien, Porridge Radio, Dives, Benjamin Amaru, Ferge X Fisherman, Mayberg, Salò, Bleed from Within, Russian Circles, Philine Sony, Acid King, Yukno, Charlie Cunningham |
| 2022 | Sportfreunde Stiller, Metronomy, Local Natives, Kytes, HVOB, 5/8erl in Ehr'n, Alicia Edelweiss, My Ugly Clementine, Wolf Haas, Alfred Dorfer |
| 2021 | James Hersey, Keziah Jones, Alice Phoebe Lou, Mighty Oaks, Milow |
| 2020 | Fink, Nneka, Lou Asril, Manu Delago, Maschek |
| 2019 | Bilderbuch, Xavier Rudd, Mattiel, The Twilight Sad, Tove Lo, Propaghandi |
| 2018 | Eels, Ziggy Marley, Shout Out Louds, The Subways |
| 2017 | Pixies, Jake Bugg, Sohn, The Naked And Famous, HVOB, Leyya, Conor Oberst |
| 2016 | Nada Surf, Travis, Dispatch, Peaches, Lola Marsh, Bilderbuch |
| 2015 | Patrice, Wanda, William Fitzsimmons, Elektro Guzzi, Dillon, Darwin Deez, Colour Haze |
| 2014 | Shout Out Louds, Bonaparte, The Dandy Warhols, Anna Calvi, Maximo Park |
| 2013 | My Bloody Valentine, Frank Turner, Young Rebel Set, Casper, Bad Religion, Kate Nash |
| 2012 | Marilyn Manson, Regina Spektor, Yann Tiersen, Theophilus London, The Whitest Boy Alive, Gogol Bordello |
| 2011 | Portugal The Man, The Subways, Molotov, Kettcar, dEUS, Hercules & Love Affair |
| 2010 | Nada Surf, Juliette Lewis, Flogging Molly, Ebony Bones, Die Goldenen Zitronen |
| 2009 | Dropkick Murphys, Anti-Flag, Morcheeba, Art Brut |
| 2008 | The Wombats, The Notwist, Friska Viljor, Modeselektor, Iron and Wine |
| 2007 | Shout Out Louds, Kosheen, Final Fantasy, Slut, IAMX |
| 2006 | Calexico, Vendetta, Trail of Dead, Attwenger, Eagle*Seagull |